# Scopoides rostratus
Espèce
Synonymes
- Scopodes rostratus Platnick & Shadab, 1976

Scopoides rostratus est une espèce d'araignées aranéomorphes de la famille des Gnaphosidae.

## Distribution
Cette espèce est endémique d'Oaxaca au Mexique,. Elle se rencontre à San Sebastián Jilotepec et Santo Domingo Tehuantepec.

## Description
Le mâle holotype mesure 4,82 mm et la femelle paratype mesure 4,07 mm. 

## Publication originale
- Platnick & Shadab, 1976 : A revision of the spider genera Rachodrassus, Sosticus, and Scopodes (Araneae, Gnaphosidae) in North America. American Museum novitates, no 2594, p. 1-33 (texte intégral).